# 12225 Янфернандес
12225 Янфернандес (12225 Yanfernández) — астероїд головного поясу, відкритий 14 серпня 1985 року.
Тіссеранів параметр щодо Юпітера — 3,626.
Названо на честь канадсько-американського астронома Янги Фернандеса.